# 钱光泰
钱光泰，蘇州長洲人，清朝政治人物、明朝进士。
崇祯十五年登进士。顺治十二年(1655年)接替房星烨任漳州府知府一职，顺治十七年(1660年)由齐赞枢接任。